# Ольга Бреескін
Ольга Бреескін Торрес (22 вересня 1951 або 12 вересня 1951 , Мехіко ) — мексиканська скрипалька, танцюристка та акторка українського походження, одна з найвідоміших мексиканських ведет 1970-х та 1980-х. Після навернення до християнства представлялася лише як скрипалька.

## Життєпис
Народилася 1951 року в Мехіко в родині українського скрипаля та диригента Еліаса Бреескіна. В дитинстві разом з братом вчилися грати на скрипці в батька. 
У 13-річному віці Ольга разом з братом була змушена утримувати сім'ю, оскільки батька посадили в тюрму за борги, накопичені ним за роки залежності від азартних ігор. Ольга з братом почали грати на своїх скрипках за чайові в ресторанах. Пізніше Бреескін зізналася, що залишила частину чайових для себе, сховавши їх у взутті. Пізніше Ернесто Вальц, власник мережі нічних клубів Мехіко, дізнався, що Бреескін грає на скрипці, щоб отримати гроші на життя та їжу. Визнаючи її талант і красу, він найняв її для виступів у багатьох своїх нічних клубах і створив для неї нічний клуб.
Коли Ольга Бреескін одружилася з нью-йоркським танцюристом Джоуї Дусеттом, мексиканська преса запитала її, чому не з мексиканцем. Вона відповіла: «Чоловік-мексиканець ніколи б не дозволив мені носити костюм розміром з поштову марку».  У шлюбі народила сина Алана. Пізніше Ольга Бреескін відкрила клініку для досліджень і догляду за астматичними дітьми в Лас-Вегасі, штат Невада.
Зіткнувшись зі смертю матері та переживши депресію через залежність від алкоголю, наркотиків та азартних ігор, у 2007 році Ольга Бреескін відвідала релігійні збори і охрестилася. Відтоді вона ділиться своїм свідченням на християнських службах. Зараз вона грає у церквах та на різних християнських зібраннях.

## Кар'єра
Ольга Бреескін здобула популярність у 1970-х роках завдяки своєму кабаре, де танцювала та грала на скрипці у трико французького крою. Вона стала хедлайнеркою в нічному клубі «Бельведер», розташованому в пентхаусі готелю Continental (раніше він був відомий як готель Hilton). Її виступ у нічному клубі Hotel Continental був заснований на шоу в стилі Лас-Вегаса, у якому були численні дублюючі танцюристи та повна шоу-група, яка супроводжувала Бреескін. Вступною піснею для її шоу була «Todos Queremos Ver A Olga (Ми всі хочемо бачити Ольгу)». Телевізійна мережа Televisa розробила 30-секундну телевізійну рекламу, де Бреес сексуалізовано одягала трико з блискучими стрічками. Це був досить шокуючий ролик для консервативної Мексики, але вона була загіпнотизована чарами  Бреескін. Роками щовечора її виступи проходили з аншлагами. Нічні клуби привели до зйомках у ряді фільмів. Її найбільш впізнаваним фільмом став Nora la Rebelde. Протягом багатьох років мексиканська преса називала її «Номер один» або «Супер Ольга». Готель Continental, де вона виступала, був повністю зруйнований під час землетрусу 1985 року в Мехіко. У 1990-х Ольга Бреескін з'являлася в деяких телепрограмах і мексиканських теленовеллах, а потім переїхала до американського Лас-Вегаса.
Зараз Ольга Бреескін проживає та працює в Лас-Вегасі, штат Невада у США. Вона веде популярне радіошоу і час від часу виступає в нічному клубі. 5 вересня 2014 року Бреескін виступила для оркестрового класу середньої школи Алонсо Де Леона. Відмінники були в захваті від неї.
У 2016 році Бреескін разом з іншими відетками, такими як Лін Мей, Россі Мендоса, Ванда Се і Принцеса Ямал, знялася в документальному фільмі «Нічні красуні» режисера Марії Хосе Куевас.

## Фільмографія

### Фільми
- Ночальна Мексика (1968)
- Лос десалмадос (1971)
- Олена і Ракель (1971)
- Me he de comer esa tuna (1972)
- Lo que más queremos (1972)
- Бікіні та рок (1972)
- Диспута (1974)
- El padrino…es mi compadre (1975)
- La loca de los milagros (1975)
- Єва, ¿qué hace ese hombre en tu cama? (1975)
- El compadre más padre (1976)
- Нора бунтівниця (1979)
- Нічні красуні (2016)

### Телебачення
- Tú y yo (1996) . . . . Лукреція Альварес Альбарран
- Останній арко ірис (1982). . . . Ельза Рівера
- Рина (1977) . . . . Сільвія
- El amor tiene cara de mujer (1971) . . . . Мілена дель Реаль
- Ель Чофер (1974). . . . Нора